# Spuugbekken

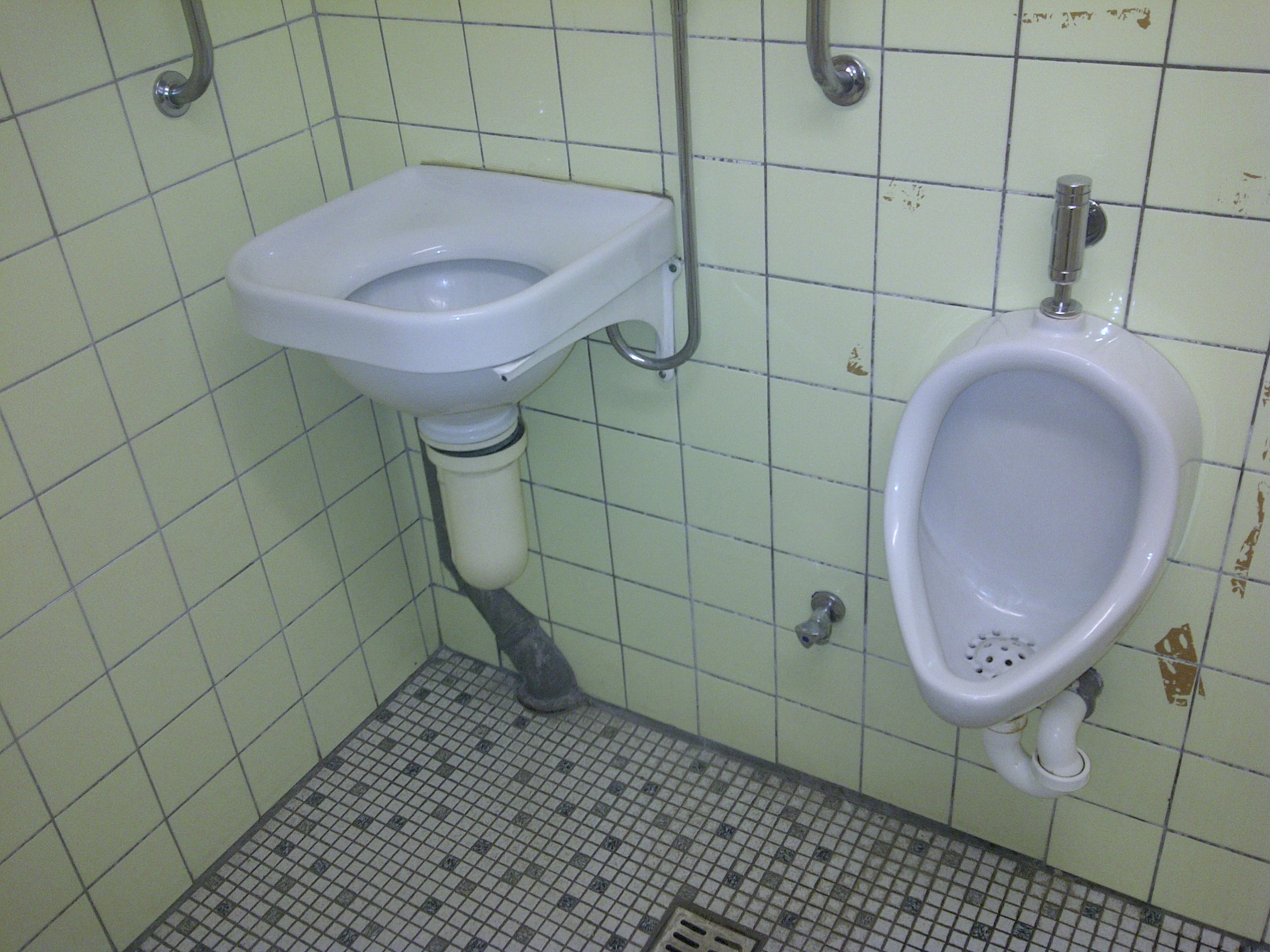
Spuugbak links naast een urinoir

Een spuugbekken is een sanitaire voorziening die bedoeld is voor het hygiënisch verwerken van menselijke uitscheiding door de mond, zoals speeksel, water, bloed of braaksel. Het wordt vooral aangetroffen in Duitsland. Het wordt daar een Kotzbecken, "Pabst" (paus) of Speibecken genoemd. In Duitsland wordt het alleen in herentoiletten opgehangen, waardoor dames het artikel niet kennen.
Het bakje dat door tandartsen wordt gebruikt om in te spugen wordt naar het Engels spittoon genoemd.

## Geschiedenis
Volgens de overlevering leegden rijke Romeinen tijdens een overvloedig diner af en toe hun maag door vrijwillig te braken, zodat ze daarna verder konden eten. Dit is bijvoorbeeld overgeleverd in de schelmenroman Satyricon.
Dat braken gebeurde echter niet in een vomitorium. Een vomitorium is namelijk iets heel anders. Het is een gang achter of onder een rij stoelen in een amfitheater, waarlangs grote menigten mensen snel konden vertrekken na afloop van de voorstelling. De overeenkomst met braken is alleen de snelheid van het leeglopen van het amfitheater resp. de maag.

## Tandheelkundige praktijk (spittoon)

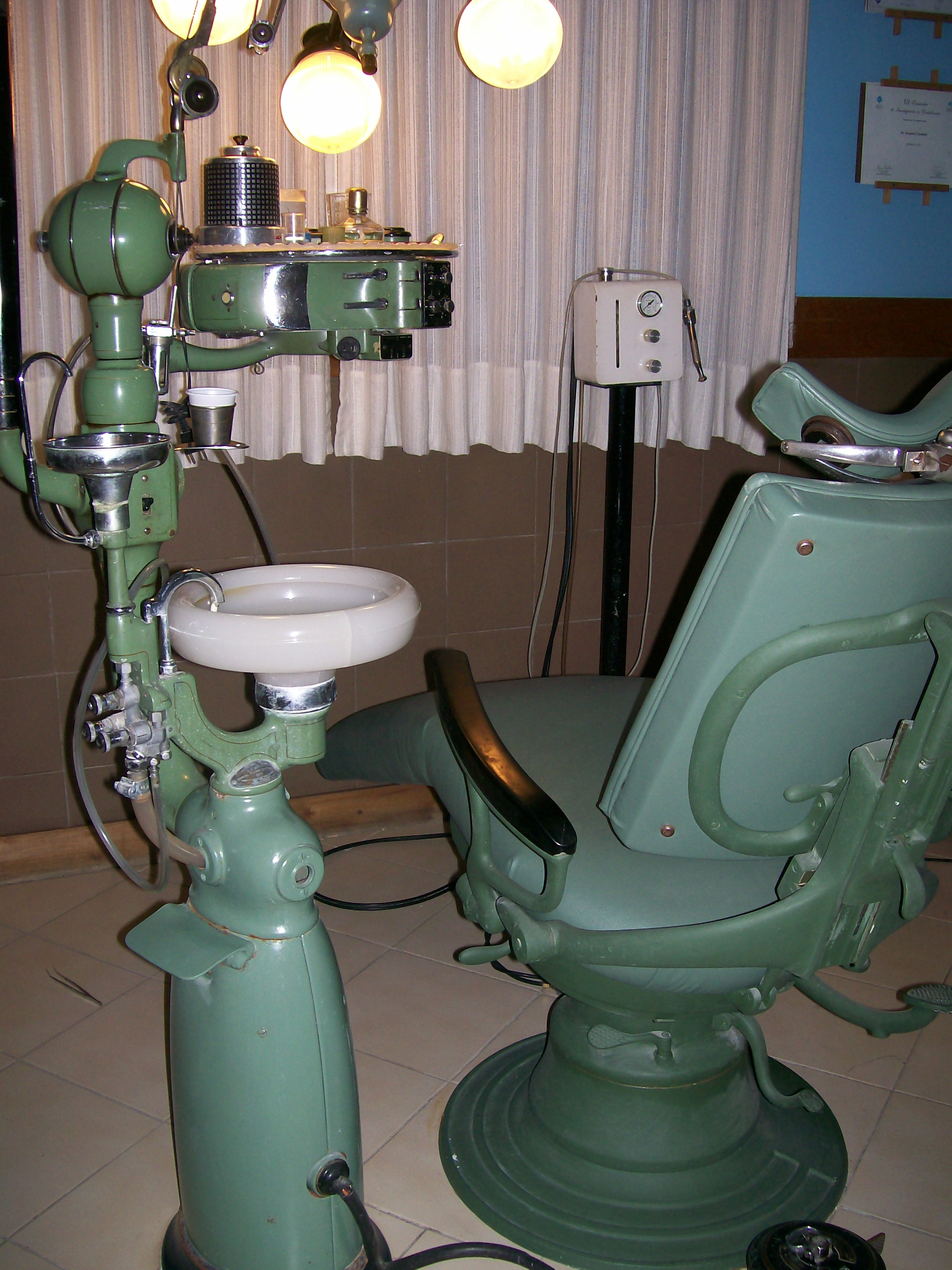
Een tandartsenstoel met een wit spuugbekken uit de jaren 40 van de twintigste eeuw

In de tandheelkundige praktijk worden kleine, meestal ronde porseleinen bekkens gebruikt, met een afzuiging en spoelinstallatie. Patiënten kunnen hierin spuwen tijdens een behandeling. Ook zal daarin weleens gebraakt worden, omdat sommige patiënten gevoelig zijn voor de aanraking van het verhemelte of de tong.

## Gebruik in de horeca
In traditionele horeca in Duitsland, en ook in studentenhuizen vindt men regelmatig nog een rechthoekig porseleinen bekken met afgeronde hoeken en metalen handvatten. De installatie is aan de muur bevestigd en bevindt zich ter hoogte van de borst. Er is een krachtige waterspoeling aangebracht. De afvoerpijp heeft een grotere diameter dan die van een wastafel.
Het spuugbekken dient voor het opvangen van braaksel, als een van de gasten te veel drank met alcohol heeft genuttigd. Er zijn ook nieuwere varianten die automatisch spoelen via een optische sensor, zoals ook wel in urinoirs toegepast.
Gebruikelijk is de aanduiding "grote witte telefoon". Het doorspoelen van het braaksel gebeurt meestal met een douchekop die iets weg heeft van de hoorn van een ouderwets telefoontoestel.

## Mijnbouw
Voorheen werden spuugbekkens ook gebruikt in de mijnbouw. Lijders aan stoflongen konden daarheen hoesten en spuwen. 